# St. Bonaventure (New York)
St. Bonaventure est une census-designated place du comté de Cattaraugus, dans l'État de New York, aux États-Unis,. En 2020, elle compte une population de 1 963 habitants.